# Rio Linda
Rio Linda és una concentració de població designada pel cens dels Estats Units a l'estat de Califòrnia. Segons el cens del 2000 tenia 10.466 habitants.

## Demografia
Segons el cens del 2000, Rio Linda tenia 10.466 habitants, 3.461 habitatges, i 2.647 famílies. La densitat de població era de 737,4 habitants/km².
Dels 3.461 habitatges en un 38,8% hi vivien nens de menys de 18 anys, en un 54,1% hi vivien parelles casades, en un 15,1% dones solteres, i en un 23,5% no eren unitats familiars. En el 17,8% dels habitatges hi vivien persones soles el 6,6% de les quals corresponia a persones de 65 anys o més que vivien soles. El nombre mitjà de persones vivint en cada habitatge era de 3,01 i el nombre mitjà de persones que vivien en cada família era de 3,35.
Per edats la població es repartia de la següent manera: un 30,8% tenia menys de 18 anys, un 8% entre 18 i 24, un 30,2% entre 25 i 44, un 21,7% de 45 a 60 i un 9,3% 65 anys o més.
L'edat mediana era de 34 anys. Per cada 100 dones de 18 o més anys hi havia 95,6 homes.
La renda mediana per habitatge era de 44.026 $ i la renda mediana per família de 45.272 $. Els homes tenien una renda mediana de 38.178 $ mentre que les dones 29.504 $. La renda per capita de la població era de 17.656 $. Entorn del 9,9% de les famílies i el 14,1% de la població estaven per davall del llindar de pobresa.

## Poblacions més properes
El següent diagrama mostra les poblacions més properes.